# 세포 증식

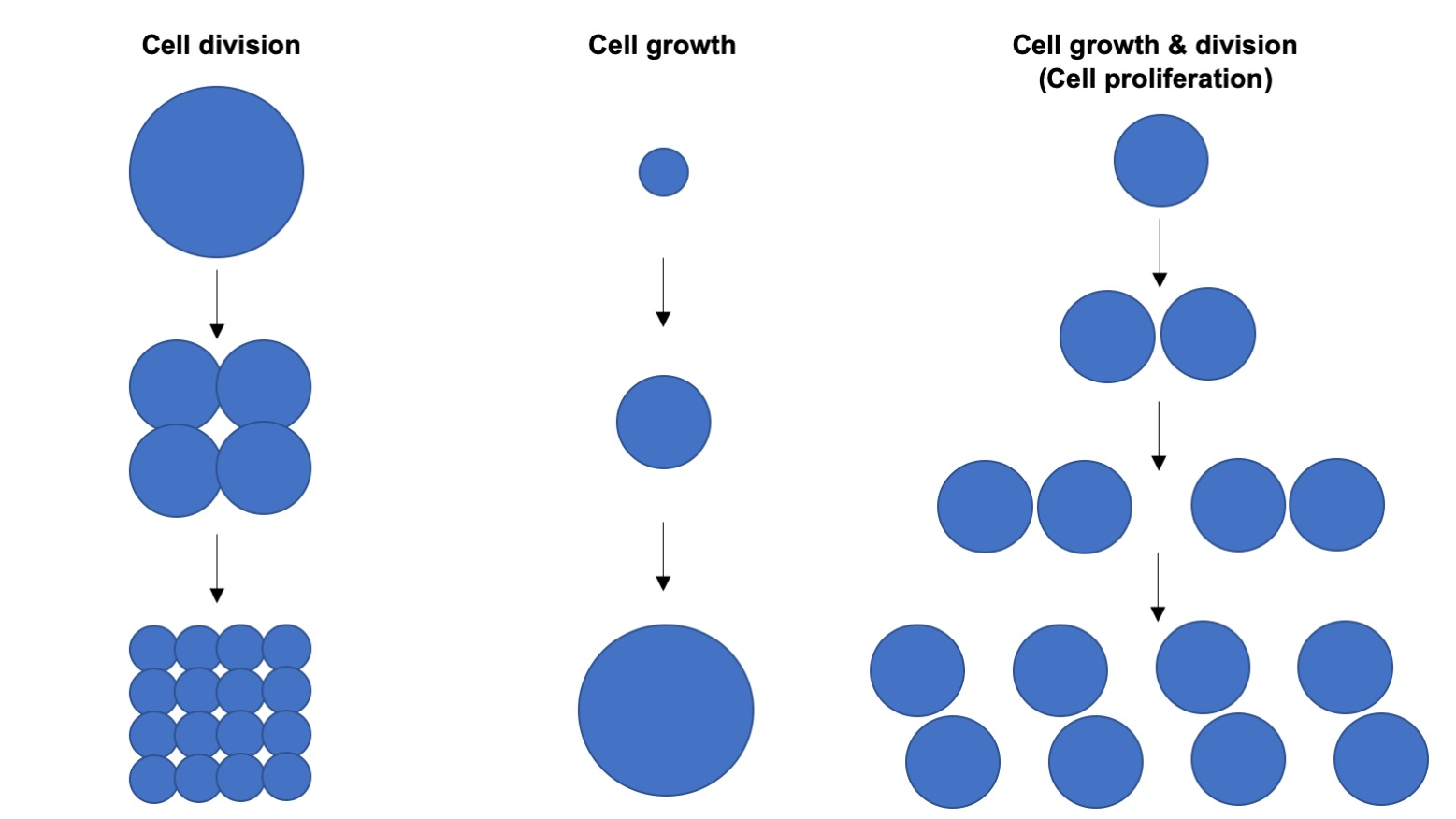
세포 분열 (Cell division), 세포 생장 (Cell growth), 세포 증식 (Cell proliferation)

세포 증식(Cell proliferation)은 세포가 성장하고 분열하여 두 개의 딸 세포를 생성하는 과정이다. 세포 증식은 세포 수의 기하급수적인 증가를 가져오므로 빠른 조직 성장의 메커니즘이다. 세포 증식은 세포의 평균 크기가 집단에서 일정하게 유지되도록 세포 생장과 세포 분열이 동시에 일어난다. 세포 분열은 세포 성장 없이 일어날 수 있으며(난할), 점진적으로 더 작은 많은 세포를 생성하는 반면, 세포 생장은 단일 더 큰 세포를 생성하기 위해 세포 분열 없이 일어난다(신경 세포의 생장). 따라서 이러한 용어가 때때로 상호교환적으로 사용된다는 사실에도 불구하고 세포 증식은 세포 생장 또는 세포 분열과 동의어가 아니다.
줄기세포는 증식하는 '전달 증폭' 딸 세포를 생성하기 위해 세포 증식을 겪으며, 이 딸 세포는 나중에 정상적인 발달 및 조직 성장 동안, 손상 후 조직 재생 동안 또는 암에서 조직을 구성하기 위해 세포 분화된다.
모집단의 총 세포 수는 세포 증식 속도에서 세포자살 속도를 뺀 값으로 결정된다.
세포 크기는 세포 생장과 세포 분열 모두에 의존하며, 세포 생장 속도의 불균형한 증가는 더 큰 세포의 생성으로 이어지고 세포 분열 속도의 불균형한 증가는 많은 더 작은 세포의 생산으로 이어진다. 세포 증식은 일반적으로 기하급수적으로 증식하는 세포 집단에서 대략 일정한 세포 크기를 유지하는 균형 잡힌 세포 성장 및 세포 분열 속도를 포함한다. 세포 증식은 세포 생장을 규칙적인 'G1기-S기-M기-G2기'의 세포 주기와 결합하여 많은 이배체 세포 자손을 생성함으로써 발생한다.
단세포 유기체에서 세포 증식은 환경(또는 실험실 배지)의 영양소 가용성에 크게 반응한다.
다세포 유기체에서 세포 증식 과정은 게놈에 암호화된 유전자 발현의 조절 네트워크에 의해 엄격하게 제어되며, 발달 중 세포 신호전달 동안 성장 인자에 의해 유도되는 신호 전달 경로에 의해 조절되는 것을 비롯한 전사인자에 의해 주로 실행된다. 또한, 동물의 영양소 섭취는 성장 인자로도 간주되는 인슐린/IGF-1 계열의 순환 호르몬을 유도할 수 있으며, 그 기능을 할 수 있는 신체 전체의 세포에서 세포 증식을 촉진하는 기능을 한다.
통제되지 않은 세포 증식으로 인해 증식 속도가 증가하거나 세포가 정상적인 시간에 증식을 억제하지 못하는 것이 암의 원인이다.